# الجفجافة
الجفجافة هي إحدى القرى التابعة لمركز الحسنة في محافظة شمال سيناء في جمهورية مصر العربية، تقع على طريق الإسماعيلية - العوجة الأوسط،